# Млажет (Бузау)
Млажет (рум. Mlăjet) насеље је у Румунији у округу Бузау у општини Нехоју. Oпштина се налази на надморској висини од 335 m.

## Становништво
Према подацима из 2002. године у насељу је живело 915 становника, од којих су сви румунске националности.